# Oratorio della Beata Vergine e dei Santi Antonio e Gaetano
L'Oratorio della Beata Vergine e dei Santi Antonio e Gaetano è una chiesa sussidiaria ubicata in Contrada Boarie, nel Comune di San Giovanni Ilarione, in provincia di Verona e diocesi di Vicenza; fa parte del Vicariato di San Bonifacio-Montecchia di Crosara, precisamente dell'Unità Pastorale di San Giovanni Ilarione.

## Storia
La contrada Boarie, come dice il nome, era il luogo dove la nobile famiglia Balzi teneva i propri lavoratori dei campi, con buoi e altri animali.
Nel 1714 Achille Balzi e Caterina rivolsero una supplica al Vescovo di Vicenza Sebastiano Venier per chiedere il permesso di costruire un oratorio pubblico in terreno di loro proprietà, dichiarando di provvedere ad esso per la sua perpetua manutenzione. La motivazione della richiesta sta nella distanza dalla chiesa parrocchiale di San Giovanni Battista in Castello, con strade che rendevano difficile la partecipazione alle funzioni religiose.
Il 16 maggio 1714 il Vescovo incaricò il Vicario di Montecchia di Crosara, don Gianbattista Balzi, parente di Achille, di compiere un sopralluogo e di riferire quanto visto, cioè se il luogo fosse effettivamente lontano dalla chiesa di Castello, se non fosse un Oratorio domestico e se luogo decidente dove edificare un edificio di culto.

Ottenuta risposta affermativa, il Vescovo concesse il 28 maggio 1714 l'autorizzazione alla costruzione.
I lavori iniziarono nel 1715 e terminarono l'anno seguente, quando l'Oratorio fu benedetto il 12 ottobre 1716 in occasione di una Santa Messa celebrata dal Canonico della Cattedrale di Vicenza don Alberto Alba, alla presenza del Vicario di Montecchia e dell'arciprete di Castello don Bartolomeo Frigo.
Ogni anno, il 25 agosto, viene celebrata una Santa Messa nella festa dell'apparizione della Madonna di Monte Berico.

## Descrizione

### La facciata
La facciata è divisa in due parti. Nella zona inferiore vi sono sei lesene doriche, al cui centro vi è il portale d'ingresso sormontato da un elegante finestra.
Due iscrizioni in bassorilievo, vicino alla testa di un putto fra due festoni, ricordano il committente Achille Balzi e i Santi a cui è dedicata la chiesa.

### Interno
L'interno presenta un'aula a pianta quadrata di otto metri per lato, con statue dei Quattro Evangelisti ai quattro angoli.
Al centro del pavimento vi è la tomba di famiglia dei Balzi, dove furono sepolte una decina di persone.
Il piccolo presbiterio presenta un altare maggiore barocco con le statue in pietra della Madonna col Bambino Gesù al centro e ai lati i Santi Antonio di Padova e Gaetano Thiene.

Alle pareti si trovano quattro altorilievi con miracoli compiuti dal Santo e su quella di fondo vi è un ovale con la Sacra Famiglia con Gesù che sta imparando a leggere, di autore ignoto.

Le finestre a lunetta permettono alla luce di entrare sui lati della navata e del presbiterio.

## Campanile e campane
Il campanile sorge sul lato sinistro del presbiterio ed è l'unica aggiunta successiva (di poco rispetto all'apertura del luogo sacro) alla costruzione originaria, tanto da aver in parte chiuso una finestra a mezzaluna del presbiterio.
A pianta quadrata, presenta una cella campanaria con monofore che contiene due campane. È sormontato da una cuspide a quattro spioventi culminata da una croce.